# Скреготовка
Скреготовка (укр. Скреготівка) — село в Цуманской поселковой общине Луцкого района Волынской области Украины.
До 2020 года входило в Киверцовский район.
Код КОАТУУ — 0721881302. Население по переписи 2001 года составляет 386 человек. Почтовый индекс — 45235. Телефонный код — 3365. Занимает площадь 1,623 км².